# Île Beechey
Pour les articles homonymes, voir Beechey.
L'île Beechey est une île de l'archipel arctique canadien, du Nunavut, au Canada. Elle a une superficie d'environ 460 ha.
L'île Beechey fut découverte en 1819 par William Edward Parry et baptisée du nom de Frederick William Beechey (1796-1856), qui était lieutenant de Parry.

## Histoire
L'île a été le site de plusieurs événements importants de l'histoire des explorations arctiques. En 1845, l'explorateur britannique sir John Franklin, qui entreprenait une nouvelle recherche du passage du Nord-Ouest avec les navires Erebus et Terror, choisit d'hiverner à l'abri de l'île, avant de s'enfoncer dans le détroit de Wellington. Le site ne fut découvert qu'en 1851 lorsque des bateaux de recherche britanniques et américains jetèrent l'ancre à proximité. Un grand cairn de pierres et les tombes de trois membres de l'équipage de Franklin — John Torrington, William Braine et John Hartnell — furent trouvées sur l'île, mais aucune indication sur la direction qu'auraient pu suivre les bateaux de Franklin la saison suivante.

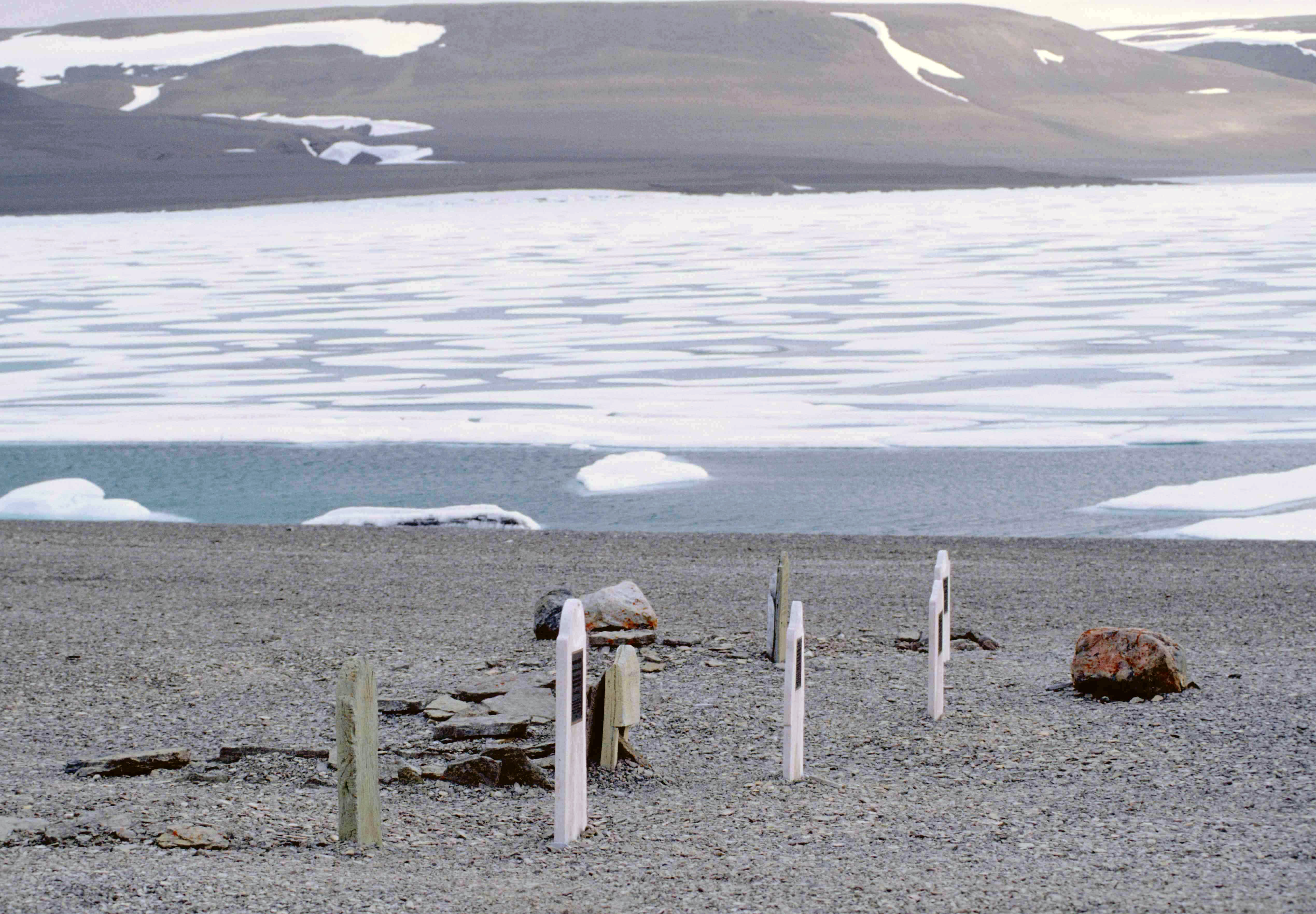
Tombes de l'expédition Franklin sur l'île Beechey

Dans les années 1980, un anthropologue médico-légal canadien, le Dr Owen Beattie exhuma les trois corps, qu'il trouva dans un état remarquable de conservation extérieure. Les autopsies révélèrent que des maladies des voies respiratoires et un empoisonnement au plomb étaient parmi les causes probables des décès. Le plomb paraissait provenir des milliers de boîtes de conserve serties au plomb qui constituaient les approvisionnements de l'expédition de Franklin.
Le 18 août 1853, Joseph-René Bellot, un officier de marine français qui participait à de nouvelles recherches de Franklin, se noya dans le canal de Wellington, à peu de distance de l'île Beechey. Une plaque de marbre sera déposée, à la demande de son ami anglais John Barrow, près du monument élevé en 1854 par le commandant Belcher sur l'île Beechey en hommage aux marins morts dans les expéditions de recherche. Les Britanniques laissent sur l'île un sloop et des provisions. En 1902, Otto Sverdrup rejoint ce gisement pour s'approvisionner. Il ne découvre que des ruines, l'ensemble a été ravagé par des humains. Il attribue ce vandalisme inutile aux eskimos ou au baleiniers. 
L'île Beechey a été désignée site historique territorial en 1975 par le gouvernement des Territoires du Nord-Ouest et désigné lieu historique national du Canada par la Commission des lieux et monuments historiques du Canada en 1993. Depuis 1999 l'île fait partie du territoire canadien nouvellement créé du Nunavut.